# Argenis Reyes
Argenis N. Reyes Sánchez (nacido el 25 de septiembre de 1982 en Santiago) es un segunda base dominicano de Grandes Ligas que se encuentra en la organización de los Indios de Cleveland. Anteriormente jugaba para los Mets de Nueva York.
Reyes fue originalmente firmado como amateur por los Indios de Cleveland en 2001. Jugó en el farm system de los Indios hasta 2007. Su última parada en la organización de los Indios fue en AA con Akron Aeros en la Eastern League, donde bateó para .278 en 125 juegos en 2007.
Firmó como agente libre de ligas menores con los Mets de Nueva York en 2008 y jugó en AAA con New Orleans Zephyrs, donde bateó para .283 en 81 partidos. Fue llamado a filas a los Mets el 3 de julio de 2008, para sustituir a Luis Castillo, cuando Castillo fue colocado en la lista de lesionados. Reyes hizo su debut en las Grandes Ligas el mismo día, entrando  como reemplazo defensivo en la segunda base en la séptima entrada por Damion Easley contra los Cardenales de San Luis.
El 8 de julio de 2008, Reyes bateó su primer hit de Liga Mayor en el Shea Stadium contra Jack Taschner de los Gigantes de San Francisco. Más tarde, conectó el primer jonrón de su carrera el 25 de julio de 2008, contra Brad Thompson de los Cardenales de San Luis. Bateó para .218 en sólo 49 partidos para los Mets en 2008. En 2009 apareció en nueve partidos con los Mets, y bateó para .118 en 17 turnos al bate.
El 11 de enero de 2010, Reyes firmó un contrato de ligas menores con los Dodgers de Los Ángeles con una invitación a los entrenamientos de primavera. Fue incapaz de hacer el roster de los Dodgers, y fue liberado después de la conclusión de los entrenamientos de primavera. El 8 de abril de 2010 se anunció que firmó un contrato para jugar con el equipo independiente New Jersey Jackals (Little Falls, NJ) de la Can-Am League. Los Medias Rojas de Boston firmaron a Reyes procedente de New Jersey Jackals, en julio de 2010. El 5 de agosto de 2010, Reyes fue cambiado por Boston a Cleveland y fue asignado a los Clippers de  Columbus. El 18 de marzo de 2011, Reyes liberado y volvió a firmar otra vez con New Jersey Jackals antes de ser vendido de nuevo a Cleveland el 31 de julio de 2011. 
El 6 de enero de 2012, Reyes volvió a firmar un contrato de ligas menores con los Indios de Cleveland.

## Trivia
- No está relacionado familiarmente con su compatriota y excompañero de equipo José Reyes, aunque los dos fueron amigos de infancia en la República Dominicana.